# Elitserien (Eishockey) 2004/05
Die Elitserien-Saison 2004/05 war die 30. Spielzeit der schwedischen Elitserien. Die Vorrunde wurde vom 20. September 2004 bis 1. März 2005 ausgespielt, die Play-offs begannen am 4. März und endeten mit dem letzten Finalspiel am 11. April. Schwedischer Meister 2004/05 wurde Frölunda HC, in der Kvalserien, einer Relegationsrunde zwischen den besten vier Teams der zweitklassigen HockeyAllsvenskan und den beiden Letztplatzierten der Elitserien, belegten die Brynäs IF und Leksands IF die ersten beiden Plätze und spielten somit in der folgenden Saison in der höchsten Liga. Der Letztplatzierte der Elitserien 2004/05, Malmö Redhawks stieg hingegen in die Allsvenskan ab.
Aufgrund des Lockouts in der National Hockey League spielten viele Legionäre aus der NHL in der Elitserien, was die Qualität der Liga zusätzlich verstärkte.

## Reguläre Saison

### Modus
Die zwölf Mannschaften der Elitserien spielten zunächst in 50 Saisonspielen gegeneinander, die ersten acht Teams der Vorrunde traten in den Play-offs gegeneinander an, für die Mannschaften auf den Plätzen 9 und 10 war die Saison beendet, die beiden Letztplatzierten mussten in der Kvalserien antreten.
Ein Sieg in der regulären Spielzeit brachte einer Mannschaft drei Punkte. Bei Torgleichheit nach der regulären Spielzeit wurde eine Verlängerung ausgetragen, in der der Sieger zwei Punkte, der Verlierer hingegen einen Punkt erhielt. Bei einem Unentschieden nach der Verlängerung erhielt jedes Team einen Punkt. Für eine Niederlage in regulären Spielzeit gab es keine Punkte.

### Gruppen
Die Vereine waren während der Vorrunde in drei regionale Gruppen eingeteilt, wobei die Teams aus den jeweiligen „Derbygruppen“ mehr Spiele gegeneinander bestritten als gegen Mannschaften aus den anderen Gruppen.
| Norra gruppen Gruppe Nord               | Mellangruppen Gruppe Mitte                        | Södra gruppen Gruppe Süd                      |
| Brynäs IF Luleå HF MoDo Hockey Timrå IK | Djurgårdens IF Färjestad BK Mora IK Södertälje SK | Frölunda HC HV71 Linköpings HC Malmö Redhawks |

### Abschlusstabelle
|     | Klub           | Sp | S  | U  | N  | OTS | OTN | Tore    | Punkte |
| --- | -------------- | -- | -- | -- | -- | --- | --- | ------- | ------ |
| 1.  | Frölunda HC    | 50 | 29 | 9  | 6  | 4   | 2   | 180:96  | 112    |
| 2.  | Linköpings HC  | 50 | 28 | 5  | 14 | 2   | 1   | 162:110 | 97     |
| 3.  | Timrå IK       | 50 | 22 | 11 | 11 | 4   | 2   | 159:118 | 93     |
| 4.  | Färjestad BK   | 50 | 23 | 11 | 12 | 3   | 1   | 137:108 | 92     |
| 5.  | Djurgårdens IF | 50 | 21 | 7  | 18 | 2   | 2   | 131–135 | 78     |
| 6.  | MODO Hockey    | 50 | 19 | 12 | 12 | 2   | 5   | 143:139 | 77     |
| 7.  | Luleå HF       | 50 | 18 | 6  | 23 | 1   | 2   | 152:161 | 64     |
| 8.  | Södertälje SK  | 50 | 12 | 9  | 23 | 4   | 2   | 127:144 | 61     |
| 9.  | Mora IK        | 50 | 13 | 10 | 20 | 3   | 4   | 151:172 | 61     |
| 10. | HV71           | 50 | 13 | 10 | 19 | 2   | 6   | 123:16  | 57     |
| 11. | Brynäs IF      | 50 | 10 | 9  | 27 | 2   | 2   | 123:182 | 47     |
| 12. | Malmö Redhawks | 50 | 8  | 7  | 31 | 2   | 2   | 111:171 | 39     |

Sp = Spiele, S = Siege, U = Unentschieden, N = Niederlagen, OS = Overtime-Siege, ON = Overtime-Niederlagen, P = Punkte 

### Beste Scorer
Abkürzungen: Sp = Spiele, T = Tore, V = Assists, Pkt = Punkte, +/− = Plus/Minus, SM = Strafminuten; Fett: Turnierbestwert
| Spieler           | Mannschaft     | Sp | T  | V  | Pkt | +/− | SM  |
| ----------------- | -------------- | -- | -- | -- | --- | --- | --- |
| Henrik Zetterberg | Timrå IK       | 50 | 19 | 31 | 50  | +15 | 24  |
| Kristian Huselius | Linköpings HC  | 34 | 14 | 35 | 49  | +20 | 10  |
| Mattias Weinhandl | MODO Hockey    | 50 | 26 | 20 | 46  | +3  | 18  |
| Shawn Horcoff     | Mora IK        | 50 | 19 | 27 | 46  | −11 | 117 |
| Nils Ekman        | Djurgårdens IF | 44 | 18 | 27 | 45  | +2  | 106 |
| Brendan Morrison  | Linköpings HC  | 45 | 16 | 28 | 44  | +30 | 50  |
| Niklas Andersson  | Frölunda HC    | 44 | 14 | 27 | 41  | +22 | 16  |
| Mike Knuble       | Linköpings HC  | 49 | 26 | 13 | 39  | +24 | 40  |
| Martin Plüss      | Frölunda HC    | 46 | 23 | 16 | 39  | +14 | 42  |
| Marcus Nilson     | Djurgårdens IF | 48 | 17 | 22 | 39  | +11 | 110 |

## Play-offs
Die Play-offs wurden im Modus „Best-of-Seven“ ausgetragen.

### Turnierbaum
| Viertelfinale | Viertelfinale  | Viertelfinale  |    |               | Halbfinale | Halbfinale | Halbfinale |  |  | Finale | Finale | Finale |
|               |                |                |    |               |            |            |            |  |  |        |        |        |
| 1.            | Frölunda HC    | 4              |    |               |            |            |            |  |  |        |        |        |
| 7.            | Luleå HF       | 0              |    |               |            |            |            |  |  |        |        |        |
| 7.            | Luleå HF       | 0              | 1. | Frölunda HC   | 4          |            |            |  |  |        |        |        |
|               |                |                | 1. | Frölunda HC   | 4          |            |            |  |  |        |        |        |
|               | 5.             | Djurgårdens IF | 1  |               |            |            |            |  |  |        |        |        |
| 3.            | 5.             | Djurgårdens IF | 1  | Timrå IK      | 3          |            |            |  |  |        |        |        |
| 3.            |                |                |    | Timrå IK      | 3          |            |            |  |  |        |        |        |
| 5.            | Djurgårdens IF | 4              |    |               |            |            |            |  |  |        |        |        |
| 5.            | Djurgårdens IF | 4              | 1. | Frölunda HC   | 4          |            |            |  |  |        |        |        |
|               |                |                |    | Frölunda HC   | 4          |            |            |  |  |        |        |        |
|               | 4.             | Färjestad BK   | 1  |               |            |            |            |  |  |        |        |        |
| 2.            | 4.             | Färjestad BK   | 1  | Linköpings HC | 2          |            |            |  |  |        |        |        |
| 2.            |                |                |    | Linköpings HC | 2          |            |            |  |  |        |        |        |
| 8.            | Södertälje SK  | 4              |    |               |            |            |            |  |  |        |        |        |
| 8.            | Södertälje SK  | 4              | 4. | Färjestad BK  | 4          |            |            |  |  |        |        |        |
|               |                |                | 4. | Färjestad BK  | 4          |            |            |  |  |        |        |        |
|               | 8.             | Södertälje SK  | 0  |               |            |            |            |  |  |        |        |        |
| 4.            | 8.             | Södertälje SK  | 0  | Färjestad BK  | 4          |            |            |  |  |        |        |        |
| 4.            |                |                |    | Färjestad BK  | 4          |            |            |  |  |        |        |        |
| 6.            | MoDo Hockey    | 2              |    |               |            |            |            |  |  |        |        |        |

### Viertelfinale
| Frölunda HC – Luleå HF                 | Frölunda HC – Luleå HF | Frölunda HC – Luleå HF | Frölunda HC – Luleå HF |
| -------------------------------------- | ---------------------- | ---------------------- | ---------------------- |
| 4. März                                | Luleå HF               | Frölunda HC            | 3–7                    |
| 6. März                                | Frölunda HC            | Luleå HF               | 3–1                    |
| 8. März                                | Luleå HF               | Frölunda HC            | 0–5                    |
| 10. März                               | Frölunda HC            | Luleå HF               | 8–1                    |
| Frölunda HC gewinnt die Runde mit 4:0. |                        |                        |                        |

| Linköpings HC – Södertälje SK            | Linköpings HC – Södertälje SK | Linköpings HC – Södertälje SK | Linköpings HC – Södertälje SK |
| ---------------------------------------- | ----------------------------- | ----------------------------- | ----------------------------- |
| 4. März                                  | Södertälje SK                 | Linköpings HC                 | 3–0                           |
| 6. März                                  | Linköpings HC                 | Södertälje SK                 | 2–1                           |
| 8. März                                  | Södertälje SK                 | Linköpings HC                 | 1–2 n. V.                     |
| 10. März                                 | Linköpings HC                 | Södertälje SK                 | 3–4 n. V.                     |
| 14. März                                 | Linköpings HC                 | Södertälje SK                 | 1–2                           |
| 16. März                                 | Södertälje SK                 | Linköpings HC                 | 2–1                           |
| Södertälje SK gewinnt die Runde mit 4:2. |                               |                               |                               |

| Timrå IK – Djurgårdens IF                 | Timrå IK – Djurgårdens IF | Timrå IK – Djurgårdens IF | Timrå IK – Djurgårdens IF |
| ----------------------------------------- | ------------------------- | ------------------------- | ------------------------- |
| 4. März                                   | Djurgårdens IF            | Timrå IK                  | 1–3                       |
| 6. März                                   | Timrå IK                  | Djurgårdens IF            | 2–4                       |
| 8. März                                   | Djurgårdens IF            | Timrå IK                  | 2–1                       |
| 10. März                                  | Timrå IK                  | Djurgårdens IF            | 2–3                       |
| 12. März                                  | Timrå IK                  | Djurgårdens IF            | 3–1                       |
| 16. März                                  | Djurgårdens IF            | Timrå IK                  | 1–3                       |
| 18. März                                  | Timrå IK                  | Djurgårdens IF            | 2–3                       |
| Djurgårdens IF gewinnt die Runde mit 4:3. |                           |                           |                           |

| Färjestad BK – MoDo Hockey              | Färjestad BK – MoDo Hockey | Färjestad BK – MoDo Hockey | Färjestad BK – MoDo Hockey |
| --------------------------------------- | -------------------------- | -------------------------- | -------------------------- |
| 4. März                                 | MoDo Hockey                | Färjestad BK               | 2–1                        |
| 6. März                                 | Färjestad BK               | MoDo Hockey                | 6–2                        |
| 8. März                                 | MoDo Hockey                | Färjestad BK               | 2–4                        |
| 10. März                                | Färjestad BK               | MoDo Hockey                | 5–4                        |
| 12. März                                | Färjestad BK               | MoDo Hockey                | 0–1                        |
| 14. März                                | MoDo Hockey                | Färjestad BK               | 3–2                        |
| Färjestad BK gewinnt die Runde mit 4:2. |                            |                            |                            |

### Halbfinale
| Frölunda HC – Djurgårdens IF           | Frölunda HC – Djurgårdens IF | Frölunda HC – Djurgårdens IF | Frölunda HC – Djurgårdens IF |
| -------------------------------------- | ---------------------------- | ---------------------------- | ---------------------------- |
| 19. März                               | Djurgårdens IF               | Frölunda HC                  | 1–2                          |
| 21. März                               | Frölunda HC                  | Djurgårdens IF               | 2–1 n. V.                    |
| 23. März                               | Djurgårdens IF               | Frölunda HC                  | 0–1                          |
| 25. März                               | Frölunda HC                  | Djurgårdens IF               | 3–4                          |
| 27. März                               | Frölunda HC                  | Djurgårdens IF               | 4–0                          |
| Frölunda HC gewinnt die Runde mit 4:1. |                              |                              |                              |

| Färjestad BK – Södertälje SK            | Färjestad BK – Södertälje SK | Färjestad BK – Södertälje SK | Färjestad BK – Södertälje SK |
| --------------------------------------- | ---------------------------- | ---------------------------- | ---------------------------- |
| 19. März                                | Södertälje SK                | Färjestad BK                 | 2–4                          |
| 21. März                                | Färjestad BK                 | Södertälje SK                | 5–2                          |
| 23. März                                | Södertälje SK                | Färjestad BK                 | 0–1                          |
| 25. März                                | Färjestad BK                 | Södertälje SK                | 4–3                          |
| Färjestad BK gewinnt die Runde mit 4:0. |                              |                              |                              |

### Finale
| Frölunda HC – Färjestad BK                     | Frölunda HC – Färjestad BK | Frölunda HC – Färjestad BK | Frölunda HC – Färjestad BK |
| ---------------------------------------------- | -------------------------- | -------------------------- | -------------------------- |
| 4. April                                       | Färjestad BK               | Frölunda HC                | 4–2                        |
| 6. April                                       | Frölunda HC                | Färjestad BK               | 5–0                        |
| 8. April                                       | Färjestad BK               | Frölunda HC                | 1–4                        |
| 10. April                                      | Frölunda HC                | Färjestad BK               | 4–0.                       |
| 12. April                                      | Frölunda HC                | Färjestad BK               | 1–0 n. V.                  |
| Frölunda HC gewinnt die Meisterschaft mit 4:1. |                            |                            |                            |

### Schwedischer Meister
| Schwedischer Meister Frölunda HC | Torhüter: Henrik Lundqvist, Mikael Sandberg Verteidiger: Jan-Axel Alvaara, Christian Bäckman, Richard Demén-Willaume, Tom Koivisto, Antti-Jussi Niemi, Sami Salo, Ronnie Sundin, Arto Tukio Angreifer: Daniel Alfredsson, Niklas Andersson, Per Johan Axelsson, Loui Eriksson, Jonas Esbjörs, Peter Högardh, Jonas Johnson, Magnus Kahnberg, Tomi Kallio, Jens Karlsson, Joel Lundqvist, Samuel Påhlsson, Martin Plüss, Jari Tolsa Cheftrainer: Stephan Lundh |

## Auszeichnungen
- Guldhjälmen (Most Valuable Player) – Henrik Lundqvist, Frölunda HC
- Honkens trofé (bester Torhüter) – Henrik Lundqvist, Frölunda HC
- Årets nykomling – Oscar Steen, Färjestad BK
- Guldpipa (bester Schiedsrichter) – Thomas Andersson, Gävle

## NHL-Spieler
Folgende NHL-Legionäre kamen während des Lockouts bei den Teams der Elitserien zum Einsatz:
| Brynäs IF - Tyler Arnason - Marc-André Bergeron - Josef Boumedienne - Ronald Petrovický - Chris Phillips - Kimmo Timonen Djurgårdens IF - Dan Boyle - Mariusz Czerkawski - Nils Ekman - Marcus Nilson - José Théodore - Daniel Tjärnqvist - Marty Turco Frölunda HC - Daniel Alfredsson - Per Johan Axelsson - Christian Bäckman - Samuel Påhlsson - Sami Salo | Färjestad BK - Christian Berglund - Zdeno Chára - Mike Comrie - Marián Gáborík - Martin Gerber - Mike Johnson - Sheldon Souray HV71 - Brian Boucher - Jonathan Cheechoo - Anders Eriksson - Manny Malhotra - Bryan McCabe - Mathias Tjärnqvist Linköpings HC - Kristian Huselius - Mike Knuble - Brendan Morrison - Henrik Tallinder | Luleå HF - Manny Fernandez - Tomas Holmström - Branko Radivojevič - Steve Staios - Niclas Wallin - Justin Williams - Mattias Öhlund Malmö Redhawks - Shawn McEachern - Brett McLean - Mark Mowers - Janne Niinimaa - Pasi Nurminen - Richard Park MODO Hockey - Adrian Aucoin - Peter Forsberg - Dan Hinote - František Kaberle - Bryan Muir - Markus Näslund - Daniel Sedin - Henrik Sedin - Mattias Weinhandl | Mora IK - Daniel Cleary - Shawn Horcoff - Marcel Hossa - Marián Hossa - Andreas Lilja - Ladislav Nagy Södertälje SK - Kyle Calder - Niclas Hävelid - Olli Jokinen - Mikael Samuelsson - Scott Thornton - Dick Tärnström - Todd White Timrå IK - Aki-Petteri Berg - Miikka Kiprusoff - Fredrik Modin - Henrik Zetterberg |